# Mircza
Mircza (ukr. Мірча) – wieś na Ukrainie, w obwodzie żytomierskim, w rejonie żytomierskim, w hromadzie Radomyśl. W 2001 liczyła 337 mieszkańców, spośród których 332 wskazało jako ojczysty język ukraiński, 4 rosyjski, a 1 białoruski.